# Tây Xương
Tây Xương (tiếng Trung: 西昌市; Hán-Việt: Tây Xương thị; Tiếng Di: ꀒꎂꏃ) là một thành phố cấp huyện thuộc Châu tự trị dân tộc Di Lương Sơn, tỉnh Tứ Xuyên, Cộng hòa Nhân dân Trung Hoa. Thành phố này có diện tích 2651 km2. Dân số của Tây Xương là 568.800 người, trong đó có 380.000 người là nông dân, 18,77% dân số thuộc 28 dân tộc thiểu số như Di, Hồi, Tạng. Tây Xương được chia thành các đơn vị hành chính gồm 37 trấn và hương. Tại phía bắc của Tây Xương có một trong 3 khu vực phóng vệ tinh lớn của Trung Quốc, đó là Trung tâm phóng vệ tinh Tây Xương, do đó Tây Xương còn được gọi là Hàng Thiên Thành.